# Comunità montana Silana
La Comunità montana Silana era una comunità montana calabrese, situata nella provincia di Cosenza. Con Legge Regionale n.25/2013 le Comunità montane calabresi sono state soppresse e poste in liquidazione. Con delibera della Giunta Regionale n. 243 del 04/07/2013 sono stati nominati i Commissari liquidatori.

## Geografia fisica

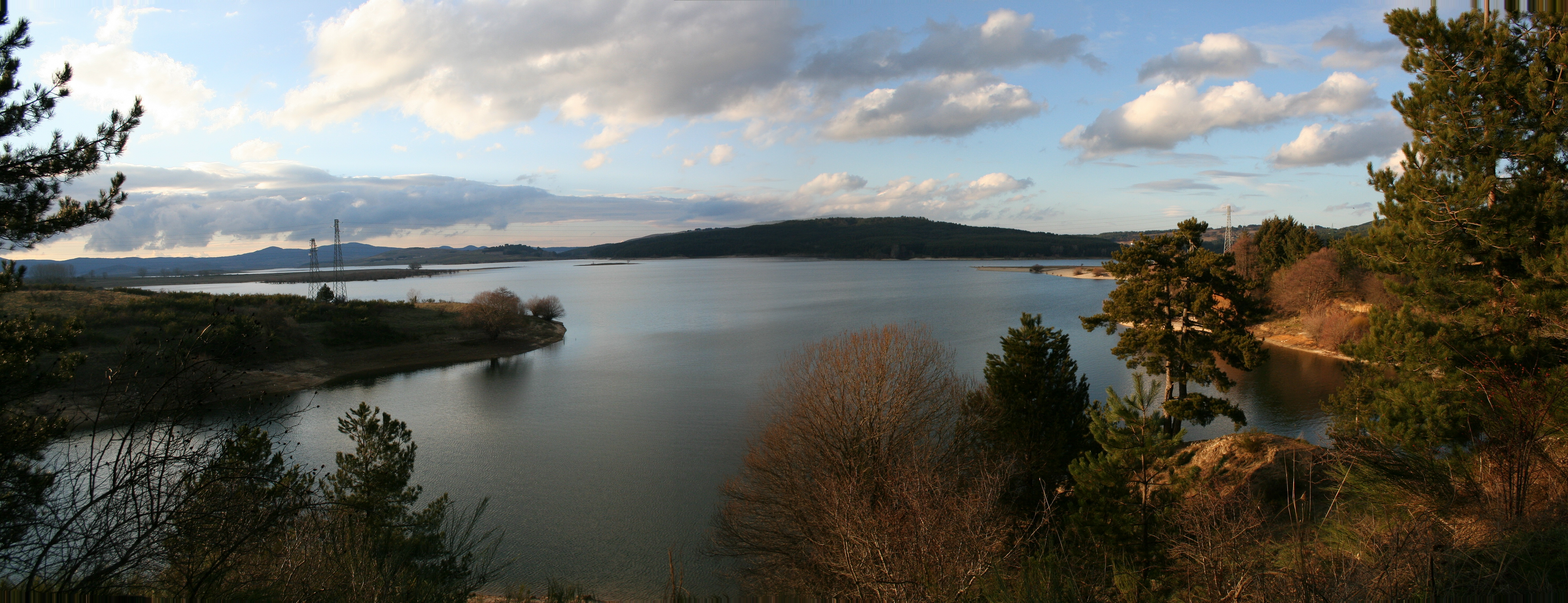
Lago Cecita

Il territorio compreso nella ex Comunità Montana Silana è situato totalmente sulle pendici e sull'Altopiano della Sila e ha la più alta media di altitudine sul livello del mare (circa 1.100 m), fra le comunità montane della provincia cosentina. Il 95% del suo territorio ha un'altezza che variava dagli 800/900 metri dei comuni silani, ai circa 2.000 metri della sua vetta più alta, il monte Botte Donato. Il 54% del territorio è ricoperto da boschi di castagni, faggi, abeti e pini, con molte aree protette, quali il Parco Nazionale della Sila (il più giovane dei Parchi italiani essendo stato istituito nel ventunesimo secolo), la Riserva dei pini secolari del Fallisto, la Riserva naturale del Tasso.
Nel territorio della C.M.S., che è ricchissimo di risorse idriche, ricadevano i laghi Ampollino, Ariamacina, Arvo, Cecita e tanti piccoli e grandi corsi d'acqua quali il Neto, il Crati, il Cardone, il Mucone e l'Arente.
La Comunità Montana Silana comprendeva 12 comuni: Casole Bruzio, Castiglione Cosentino, Celico, Lappano, Pedace, Pietrafitta, Rovito, San Giovanni in Fiore, San Pietro in Guarano, Serra Pedace, Spezzano Piccolo e Spezzano della Sila, estendendosi su una superficie di circa 916 km², racchiudendo una popolazione residente di 43.761 abitanti.
La sede della Comunità Montana era a Spezzano Piccolo, mentre a Camigliatello Silano (frazione di Spezzano della Sila) c'era il Centro Socio-Operativo. 

## Finalità e principi

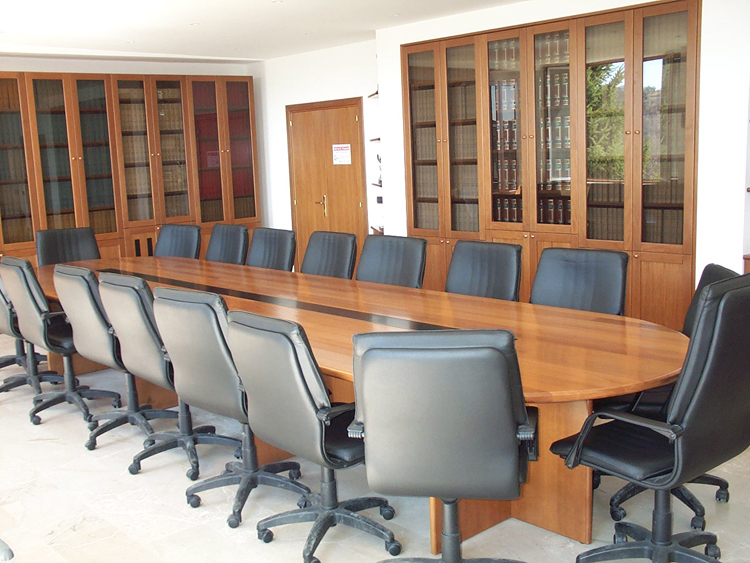
Sala giunta della C.M.S.

Seguendo il principio per la quale sono state realizzati questi enti, la Comunità Montana Silana promuoveva e predisponeva tutti quegli strumenti idonei, per ottemperare e compensare le condizioni di disagio dell'ambiente montano, incentivi e strumenti atti a conseguire come scopo finale, l'impedimento dello spopolamento del territorio (con il conseguente depauperamento dei nuclei familiari, tipico di queste aree), ma anche delle attività produttive e dei servizi civili e sociali, con l'intenzione nobile di valorizzare tutte le risorse presenti sul territorio di propria competenza,  , nel quadro di una economia montana integrata. in favore delle popolazioni residenti. 
Negli ultimi anni, con l'affermazione della Comunità Europea, la Comunità Montana si occupa di programmare e gestire gli interventi speciali per la montagna sotto osservazione ed indicazione dell'U.E., oltreché dello Stato e della Regione, tutelando e valorizzando i prodotti, le testimonianze e le tradizioni locali, anche in convenzione con enti ed associazioni operanti sul territorio, organizzando e partecipando a mostre, fiere, mercati ed incontri promozionali.

## Gli strumenti della Comunità Montana Silana
La Comunità Montana Silana era un ente soggetto di programmazione regionale, pertanto, concorreva e partecipava alla concertazione programmatoria tra il livello della Regione Calabria e i livelli sottostanti, specie quelli locali. Come ente programmato la C.M.S. aveva il compito di raccogliere e coordinare le proposte avanzate dagli enti locali (comuni), ai fini di un loro organico inserimento nei piani e programmi provinciali, regionali, nazionali e della CEE. 
Gli strumenti di programmazione alla quale deve attenersi la Comunità Montana Silana sono:
- il Piano Pluriennale di sviluppo socio economico
- i Programmi annuali operativi
- i documenti programmatori contabili e finanziari previsti dalla legge.[5]

## Iter storico della Comunità Montana Silana
La "Comunità Montana Silana” non è nata sulla base delle direttive della legge numero 1102 del 4 dicembre 1971, ma deve la sua formazione ad accordi stipulati tra i comuni ricadenti nella zona, per la creazione di un consorzio di comuni montani, costituito con decreto prefettizio numero 3167 del 29 luglio 1961, ai sensi del decreto del Presidente della Repubblica numero 987 del 10 giugno 1955.
I comuni che ne facevano allora parte erano: Acri, Longobucco, Parenti, Pedace, Pietrafitta, San Giovanni in Fiore, Serra Pedace, Spezzano Piccolo, Spezzano della Sila, Celico e Bocchigliero.
Primo Presidente della CMS fu eletto il Sen., avv. Francesco Spezzano, delegato del Comune di Acri, membro del P.C.I, il 26 maggio 1962.
Seguirono:
- l'On. Gino Picciotto, membro del Partito Comunista Italiano, delegato del comune di San Giovanni in Fiore.
- Leandro Noce, membro del PCI, delegato del comune di Celico;
- Giuseppe Pecora, membro del PCI, delegato del comune di Rovito;
- Enzo Caligiuri, membro del PCI, delegato del comune di Celico;
- Michele Barca, delegato del Comune di Pedace, eletto in base alla riformulazione del Consiglio CMS, membro prima del P.C.I poi del PDS, in seguito dei DS, in base alla Legge Regionale numero 4/99;
- Giuseppe Cipparrone, membro dei DS, delegato del comune di Serra Pedace.

## Le opere e i servizi realizzati

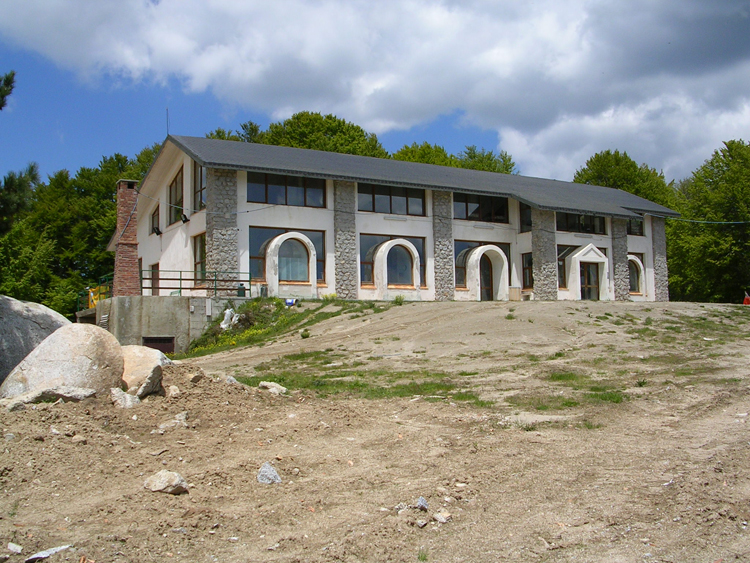
Rifugio di Carlomagno, opera della C.M.S

La Comunità Montana Silana, offre ai territori e ai comuni di sua competenza, compartecipazione nella realizzazione di opere e nella fornitura di servizi. Nell'ultimo decennio la C.M.S. ha compartecipato alla realizzazione di importanti opere, quali il depuratore del Lago Arvo, l'incentivazione in attività agro-turistiche, e soprattutto, come ente è stato l'attore principale nella promozione e realizzazione del rifugio del Centro Fondo Carlomagno, nonché principale promotore del centro. La Comunità Montana Silana si occupa anche di servizi pubblici, come la raccolta dei rifiuti dei centri della pre-sila cosentina.

## La Comunità Montana Silana negli ultimi anni
La Comunità Montana Silana, come le altre Comunità Montane d'Italia, è soggetta da anni da profonde critiche che ne hanno condizionato gli aspetti generali negli ultimi tempi. Considerate un calderone politico, dagli eccessivi ed inutili costi, poiché queste  "“si sono allontanate dalla loro funzione originaria, protesa al coordinamento di esigenze locali, per giungere a svolgere una funzione di vera e propria gestione amministrativa, spesso prevaricante le prerogative dei Comuni e degli altri enti locali”, sono state applicate negli ultimi tempi, misure di "riordino" di tali enti, soprattutto di abrogazione ed allontanamento da parte di comuni che nulla avevano a che fare con la montagna. La Comunità Montana Silana, non ha subito profonde mutazioni da questo riassetto organizzativo, anche se con la forzatura da parte di altri organi istituzionali, anche per la C.M.S. non si possa escludere una futura soppressione.

## Comuni
| Stemma | Comune                | Popolazione (ab) | Superficie (km2) |
| ------ | --------------------- | ---------------- | ---------------- |
|        | Casole Bruzio         | 3.045            | 3 km²            |
|        | Castiglione Cosentino | 2.558            | 13 km²           |
|        | Celico                | 3.018            | 98 km²           |
|        | Lappano               | 970              | 12 km²           |
|        | Pedace                | 2.061            | 51 km²           |
|        | Pietrafitta           | 1.422            | 9 km²            |
|        | Rovito                | 3.114            | 10 km²           |
|        | San Giovanni in Fiore | 18.556           | 279 km²          |
|        | San Pietro in Guarano | 3.687            | 48 km²           |
|        | Serra Pedace          | 1.050            | 59 km²           |
|        | Spezzano Piccolo      | 2.100            | 48 km²           |
|        | Spezzano della Sila   | 4.718            | 79 km²           |

## Galleria d'immagini

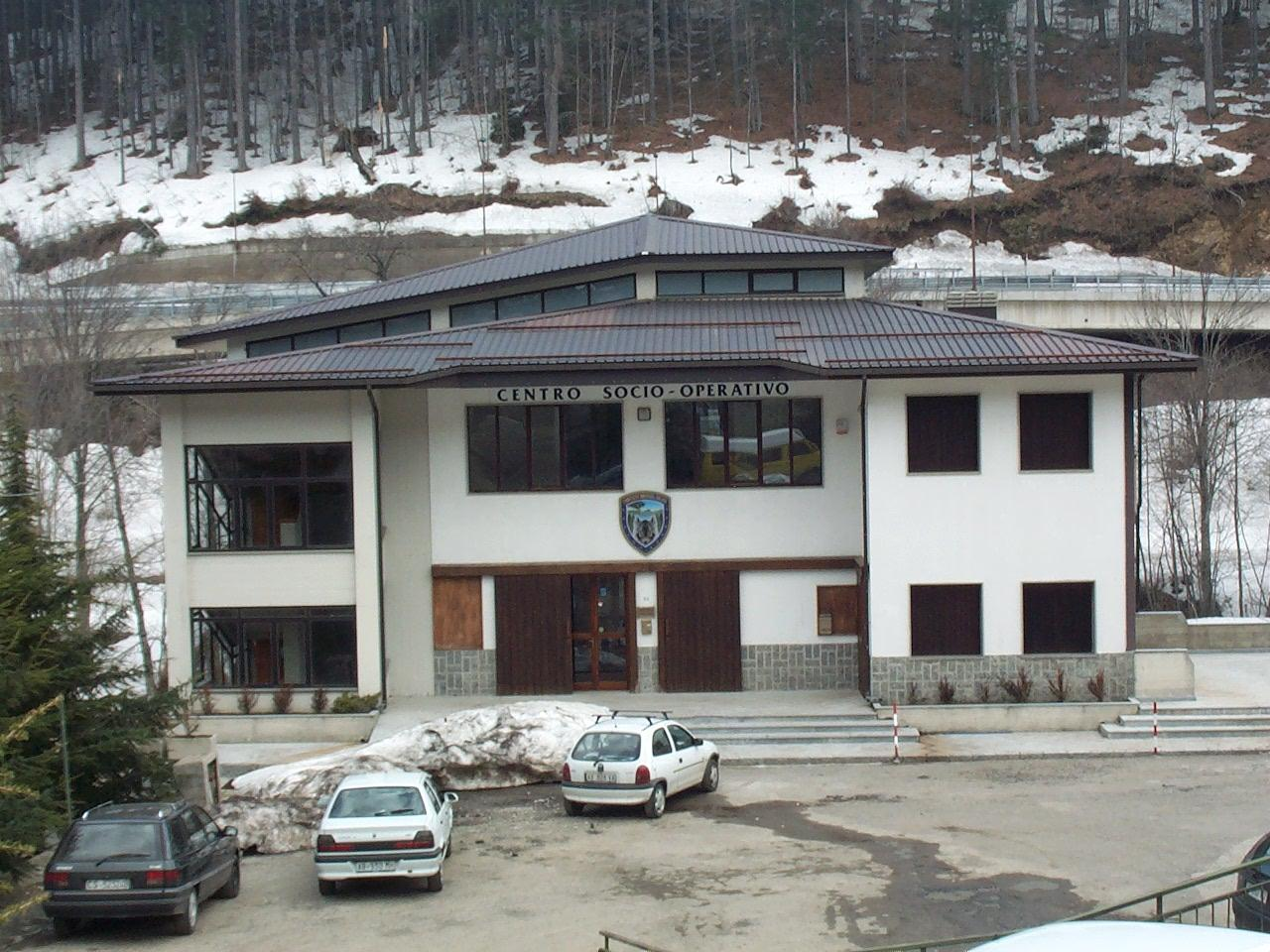
La sezione distaccata di Camigliatello
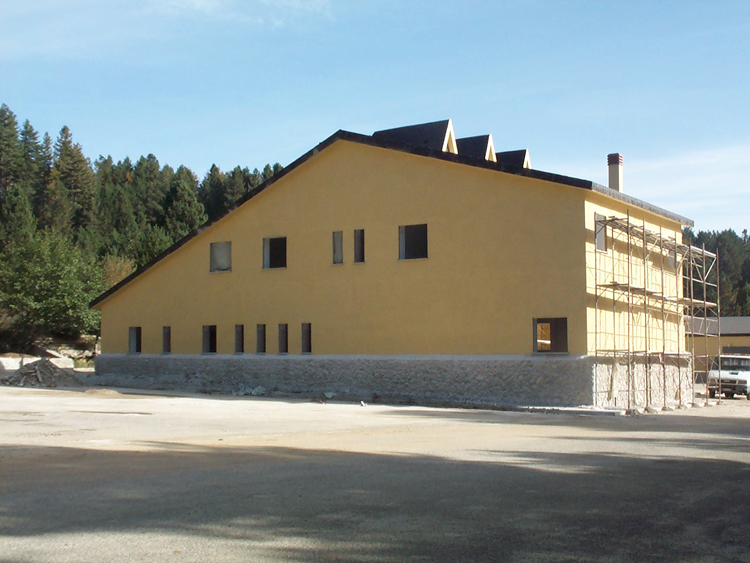
Centro Croce di Magara
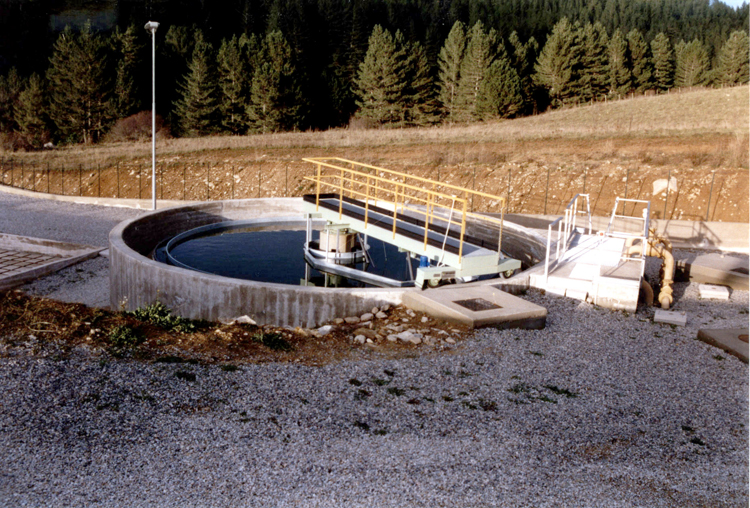
Depuratore del Lago Arvo
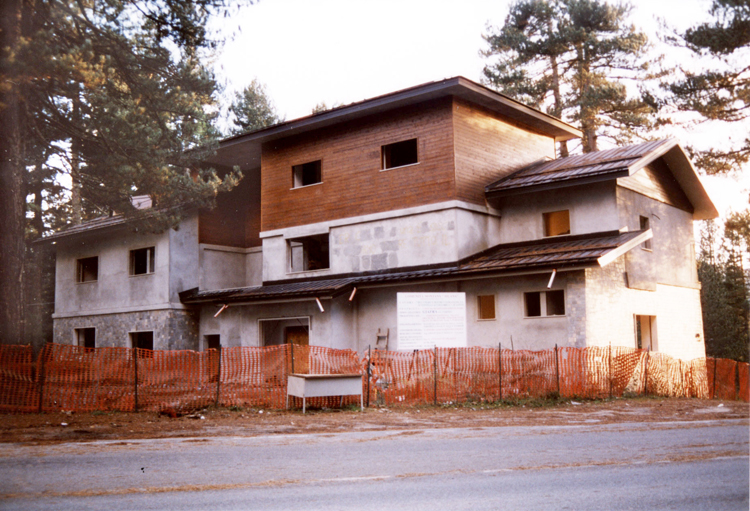
Ex Autostello ACI donato dalla C.M.S. all'ente Parco Nazionale della Sila
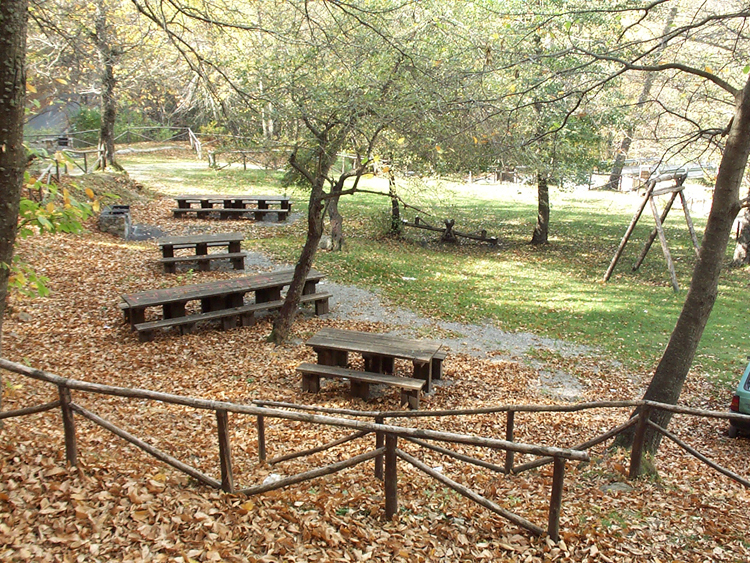
Area pic-nic Craticello
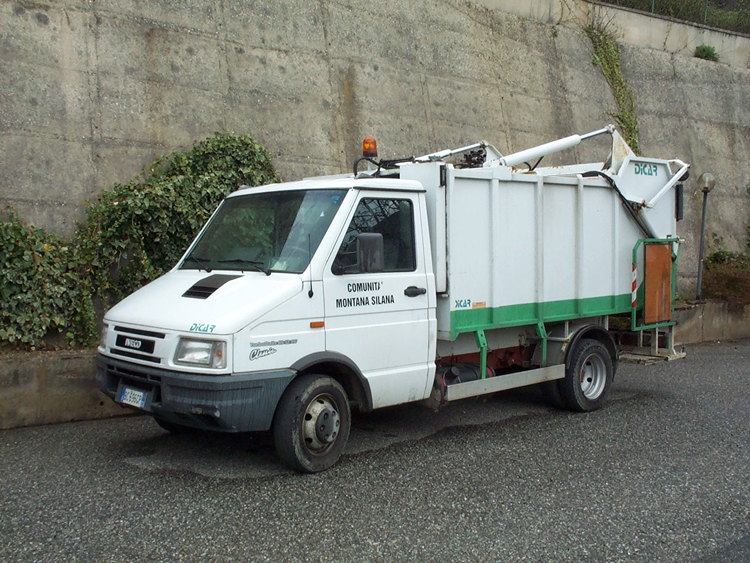
Autocompattatore in funzione nei comuni della presila-cosentina
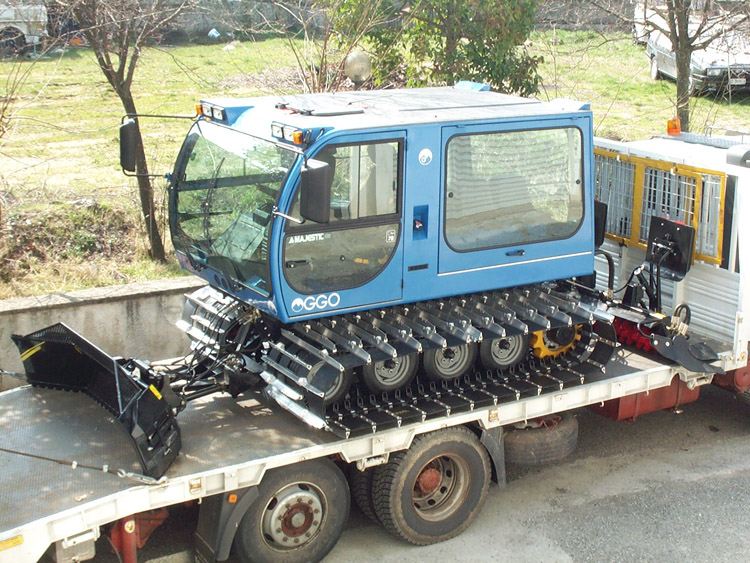
Battipista della C.M.S.
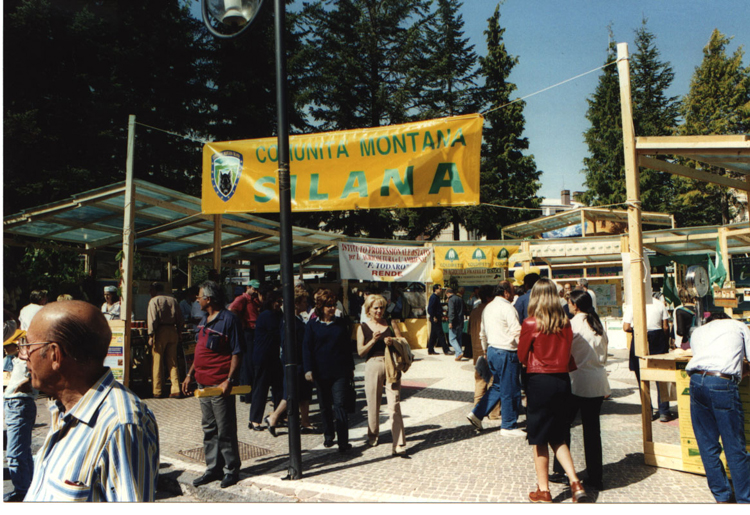
Marketing promozionale